# Учбулак
Учбула́к (каз. Үшбұлақ) — станційне селище у складі Байзацького району Жамбильської області Казахстану. Входить до складу Ботамойнацького сільського округу.
Населення — 214 осіб (2021; 210 у 2009, 192 у 1999, 339 у 1989).